# Cethosia leschenaultii
Cethosia leschenaultii är en fjärilsart som beskrevs av Pierre André Latreille och Jean Baptiste Godart 1824. Cethosia leschenaultii ingår i släktet Cethosia och familjen praktfjärilar. Inga underarter finns listade i Catalogue of Life.